# Tanymastigites perrieri
Tanymastigites perrieri är en kräftdjursart som först beskrevs av Daday 1910.  Tanymastigites perrieri ingår i släktet Tanymastigites och familjen Tanymastigiidae. Inga underarter finns listade i Catalogue of Life.